# Kibatalia villosa
Kibatalia villosa är en oleanderväxtart som beskrevs av Rudjiman. Kibatalia villosa ingår i släktet Kibatalia och familjen oleanderväxter. Inga underarter finns listade i Catalogue of Life.